# Freaky!
Freaky! è un singolo della cantante italiana Senhit, pubblicato il 9 marzo 2020 su etichetta discografica Artist First.
Il 6 marzo 2020 San Marino RTV ha rivelato di aver selezionato internamente la cantante per rappresentare il paese all'Eurovision Song Contest 2020 a Rotterdam, nei Paesi Bassi. Freaky! è stato scelto come brano eurovisivo della cantante attraverso una votazione online contro un'altra sua canzone, Obsessed, terminata e appurata il successivo 9 marzo.

## Tracce
1. Freaky! – 3:00